# 源宗綱
源 宗綱（みなもと の むねつな、生年不明 - 治承4年5月26日（1180年6月20日））は、平安時代末期の摂津源氏の武将。源仲綱の嫡男。源頼政の嫡孫。官職は従五位下、左衛門尉、肥後守。源宗仲の父。
治承4年（1180年）5月、祖父・頼政、父・仲綱らは以仁王を擁して平家に叛旗を翻す（以仁王の挙兵）。宗綱はこの戦いに一家の嫡男として参加し奮戦するが、やがて衆寡敵せず敗北し、宇治平等院にて一族もろとも自害して果てた。
宗綱本人は若くして死去したが、孫の源宗重（蓮位）が親鸞の弟子となったことを契機に、その子孫は本願寺の重臣下間氏として発展する。戦国時代には一向一揆において中心的役割を果たし、さらに降って江戸時代には一族から池田重利が出て一万石を領し、大名に列した。